# 도슨섬

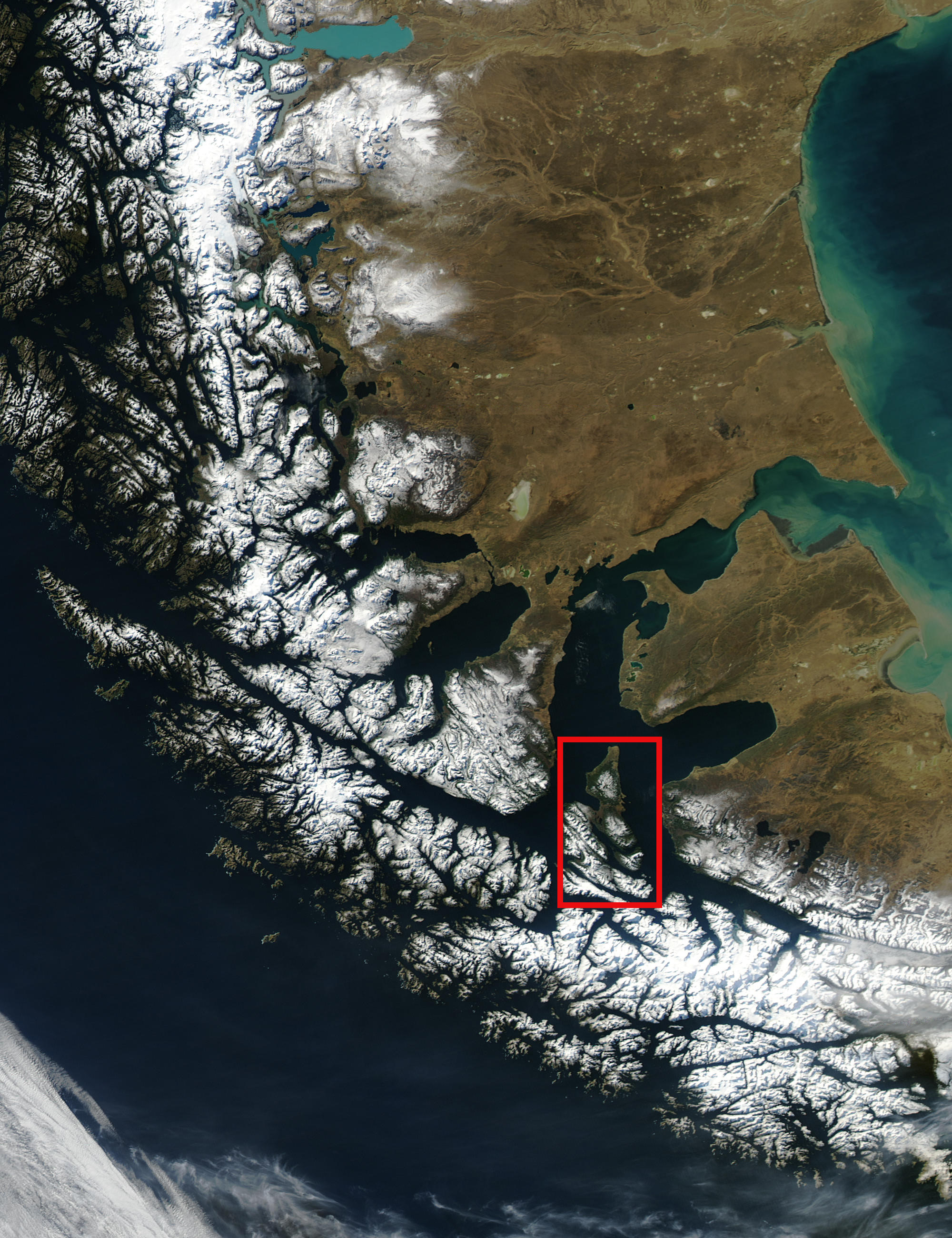
도슨섬의 위치. 빨간색 네모 안에 있다.

도슨섬(Isla Dawson)은 마젤란 해협에 위치한 칠레의 섬이다.
티에라델푸에고 제도에 위치해 있으며, 칠레의 푼타 아레나스(Punta Arenas)에서 남쪽으로 100km 지점에 위치해 있다. 면적은 약 1,290km2이다. 인구는 2002년 기준 301명이며, 1992년 조사 때에는 415명이었다. 도슨섬은 1800년대 후반 셀크남족 등의 원주민 강제 수용소로 사용되었다. 1890년에 칠레 정부는 이탈리아에서 온 살레시오회 선교사에게 원주민을 교육하도록 하였다. 1973년 9월 11일에 일어난 군사 쿠데타 이후에 도슨섬은 정치범 수용소로 쓰이게 되었다. 살바도르 아옌데 정권의 각료였던 호세 토아(José Tohá)가 8개월 동안 수용된 적도 있다.